# بوریس یگوروف
بوریس یگوروف (به انگلیسی: Boris Borisovich Yegorov) فضانورد اهل اتحاد شوروی است که در ۲۶ نوامبر ۱۹۳۷ در مسکو زاده شد. وی در مأموریت واسخود ۱ حضور داشته است.

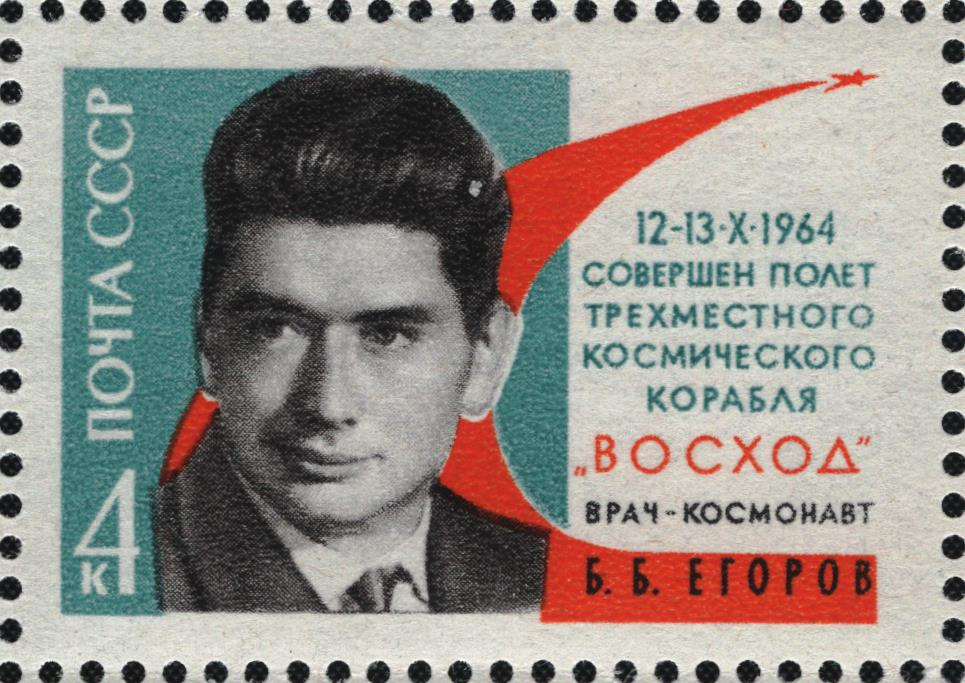
تمبر پست اتحاد جماهیر شوروی به افتخار بوریس یگوروف در ۱۹۶۴